# مفنامیک اسید
رده درمانی: داروهای ضد التهاب غیر استروئیدی
اشکال دارویی: کپسول

## موارد مصرف
مفنامیک اسید نوعی داروی ضدالتهاب غیراستروئیدی است که برای تسکین درد و عوارض قاعدگی استفاده می‌شود.همچنین در دندان درد نیز کاربرد دارد

## مشخصات
فرمول شیمیایی مفنامیک اسید C15H15NO۲ است. نقطه ذوب آن ۷۶ درجه سانتی‌گراد و درصد چسبندگی آن به پروتئین پلاسما ۹۰٪ است. از طریق ادرار و مدفوع دفع می‌شود. نیمه عمر آن حدود ۲ ساعت است و به شکل خوراکی مصرف می‌شود.

## عوارض جانبی
مفنامیک اسید به خاطر اثراتی که روی دستگاه گوارشی می‌گذارد معروف است؛ بنابراین توصیه می‌شود به اندازهٔ تجویز شده از سوی پزشک مصرف شود. مفنامیک اسید بهتر است همراه با غذا یا شیر مصرف شود.
از آن‌جایی که این دارو در بیشتر موارد موجب خواب‌آلودگی یا بی‌حالی و سر گیجه می‌شود، توصیه می‌شود پس از مصرف دارو از رانندگی و مصرف الکل دوری شود.
از عوارض جانبی. شایع به ویژه در دوره ماهانه خانم‌ها می‌توان به سردرد و حالت عصبانیت و استفراغ اشاره کرد. اثرات جانبی شدید مانند اسهال، استفراغ خونی، دید غیر واضح، جوش روی پوست و تحریکات پوستی، خارش، ورم، گلودرد و تب نیز ممکن است مشاهده گردد؛ که در آن صورت می‌بایست به پزشک مراجعه نمود.
داروهای ضدالتهاب غیراستروئیدی ممکن است فشار خون را بالاتر ببرند.
در مواقع نادر این اثرات موجب مرگ می‌شود و پیشنهاد می‌شود کمتر از ده بار در روز مصرف شود